# 釣鮟鱇
釣鮟鱇（学名：Lophius piscatorius）又稱鮟鱇，為輻鰭魚綱鮟鱇目鮟鱇亞目鮟鱇科的其中一種，分布於東大西洋區，從巴倫支海至黑海海域，棲息深度20-1000公尺，體長可達200公分，生活在沙泥底質海域，為底棲性魚類，會將身體埋藏在沙泥中伏擊獵物，屬肉食性，以魚類、海鳥等為食，為高經濟價值的食用魚，適合各種烹飪方式食用。

## 擴展閱讀
維基物種上的相關：釣鮟鱇